# Grand Prix Belgii 1982

Schemat wypadku Gillesa Villeneuve’a, do którego doszło podczas kwalifikacji

Grand Prix Belgii 1982 (oryg. Grote Prijs van Belgie) – piąta runda Mistrzostw Świata Formuły 1 w sezonie 1982, która odbyła się 9 maja 1982, po raz dziewiąty na torze Circuit Zolder.
40. Grand Prix Belgii, 29. zaliczane do Mistrzostw Świata Formuły 1.
Kanadyjski Kierowca Gilles Villeneuve zginął w wypadku podczas kwalifikacji.

## Klasyfikacja
| Legenda oznaczeń w tabelach wyników Wyświetl szablon na nowej stronie | Legenda oznaczeń w tabelach wyników Wyświetl szablon na nowej stronie                                                                     |
| Oznaczenie                                                            | Wyjaśnienie |
| --------------------------------------------------------------------- | --- |
| Złoty                                                                 | Zwycięzca lub mistrzostwo |
| Srebrny                                                               | 2. miejsce lub wicemistrzostwo |
| Brązowy                                                               | 3. miejsce lub II wicemistrzostwo |
| Zielony                                                               | Ukończył, punktował (w klasyfikacji generalnej, gdy zdobył co najmniej jeden punkt na przestrzeni sezonu, poza trzema powyższymi opcjami) |
| Niebieski                                                             | Ukończył, nie punktował (w klasyfikacji generalnej, gdy nie zdobył co najmniej jednego punktu na przestrzeni sezonu)                      |
| Czerwony                                                              | Nie zakwalifikował się (NZ) |
| Czerwony                                                              | Nie prekwalifikował się (NPK) |
| Różowy                                                                | Nie ukończył (NU) |
| Różowy                                                                | Niesklasyfikowany (NS) (w klasyfikacji generalnej, gdy nie został sklasyfikowany w żadnym wyścigu sezonu)                                 |
| Czarny                                                                | Zdyskwalifikowany (DK) |
| Czarny                                                                | Wykluczony (WYK/EX) |
| Biały                                                                 | Nie wystartował (NW) |
| Biały                                                                 | Kontuzjowany (K/INJ) |
| Biały                                                                 | Wyścig odwołany (OD/C) |
| Bez koloru                                                            | Został wycofany (WYC/WD) |
| Bez koloru                                                            | Nie przybył (NP/DNA) |
| Bez koloru                                                            | Nie brał udziału w treningach (NT/DNP) |
| Bez koloru                                                            | Nie został zgłoszony (–) |
| Pogrubienie                                                           | Start z pole position |
| Kursywa                                                               | Najszybsze okrążenie wyścigu |
| †                                                                     | Nie ukończył, ale jego rezultat został zaliczony ze względu na przejechanie więcej niż 90% dystansu wyścigu.                              |
| *                                                                     | Sezon w trakcie |
| 1/2/3                                                                 | Punktowana pozycja w sprincie kwalifikacyjnym                                                                                             |
| Lista systemów punktacji Formuły 1                                    | |

| Poz. | Nr. | Kierowca           | Konstruktor     | Okrążeń | Czas/powód NU           | Poz. start. | Punktów |
| ---- | --- | ------------------ | --------------- | ------- | ----------------------- | ----------- | ------- |
| 1    | 7   | John Watson        | McLaren-Ford    | 70      | 1:35:41.995             | 10          | 9       |
| 2    | 6   | Keke Rosberg       | Williams-Ford   | 70      | + 7.268                 | 3           | 6       |
| 3    | 25  | Eddie Cheever      | Ligier-Matra    | 69      | + 1 okrążenie           | 14          | 4       |
| 4    | 11  | Elio de Angelis    | Lotus-Ford      | 68      | + 2 okrążenia           | 11          | 3       |
| 5    | 1   | Nelson Piquet      | Brabham-BMW     | 67      | + 3 okrążenia           | 8           | 2       |
| 6    | 20  | Chico Serra        | Fittipaldi-Ford | 67      | + 3 okrążenia           | 23          | 1       |
| 7    | 29  | Marc Surer         | Arrows-Ford     | 66      | + 4 okrążenia           | 22          |         |
| 8    | 18  | Raúl Boesel        | March-Ford      | 66      | + 4 okrążenia           | 24          |         |
| 9    | 26  | Jacques Laffite    | Ligier-Matra    | 66      | + 4 okrążenia           | 17          |         |
| DK   | 8   | Niki Lauda         | McLaren-Ford    | 70      | Dyskwalifikacja         | 4           |         |
| NU   | 5   | Derek Daly         | Williams-Ford   | 60      | Wypadł z toru           | 13          |         |
| NU   | 17  | Jochen Mass        | March-Ford      | 60      | Silnik                  | 25          |         |
| NU   | 15  | Alain Prost        | Renault         | 59      | Wypadł z toru           | 1           |         |
| NU   | 2   | Riccardo Patrese   | Brabham-BMW     | 52      | Wypadł z toru           | 9           |         |
| NU   | 30  | Mauro Baldi        | Arrows-Ford     | 51      | Przepustnica            | 26          |         |
| NU   | 31  | Jean-Pierre Jarier | Osella-Ford     | 37      | Uszkodzona aerodynamika | 14          |         |
| NU   | 22  | Andrea de Cesaris  | Alfa Romeo      | 34      | Skrz. biegów            | 6           |         |
| NU   | 4   | Brian Henton       | Tyrrell-Ford    | 33      | Silnik                  | 20          |         |
| NU   | 3   | Michele Alboreto   | Tyrrell-Ford    | 29      | Silnik                  | 5           |         |
| NU   | 35  | Derek Warwick      | Toleman-Hart    | 29      | Przen napędu            | 19          |         |
| NU   | 36  | Teo Fabi           | Toleman-Hart    | 13      | Hamulce                 | 21          |         |
| NU   | 12  | Nigel Mansell      | Lotus-Ford      | 9       | Sprzęgło                | 7           |         |
| NU   | 16  | René Arnoux        | Renault         | 7       | Turbo                   | 2           |         |
| NU   | 9   | Manfred Winkelhock | ATS-Ford        | 0       | Sprzęgło                | 12          |         |
| NU   | 23  | Bruno Giacomelli   | Alfa Romeo      | 0       | Kolizja                 | 15          |         |
| NU   | 10  | Eliseo Salazar     | ATS-Ford        | 0       | Kolizja                 | 18          |         |
| NW   | 28  | Didier Pironi      | Ferrari         |         | Wycofany                |             |         |
| NW   | 27  | Gilles Villeneuve  | Ferrari         |         | Śmiertelny wypadek      |             |         |
| NZ   | 14  | Roberto Guerrero   | Ensign-Ford     |         |                         |             |         |
| NZ   | 33  | Jan Lammers        | Theodore-Ford   |         |                         |             |         |
| NZ   | 32  | Riccardo Paletti   | Osella-Ford     |         |                         |             |         |
| NZ   | 19  | Emilio de Villota  | March-Ford      |         |                         |             |         |